# Hengstwiese bei Naumburg
Die Hengstwiese bei Naumburg ist ein Naturschutzgebiet in der hessischen Stadt Naumburg im Landkreis Kassel.

## Allgemeines
Das Naturschutzgebiet mit der Gebietsnummer 1633013 ist 11,96 Hektar groß. Das Gebiet steht seit dem 23. Juli 1985 unter Naturschutz.

## Beschreibung
Das Naturschutzgebiet liegt nordöstlich von Naumburg im Naturpark Habichtswald. Es umfasst einen Teich und daran anschließende Bereiche mit Grünland, Gehölzen und bewaldete Flächen. Das Naturschutzgebiet wird vom Spolebach durchflossen. Das Naturschutzgebiet, das ursprünglich als Weide für Hengste diente, ist Lebensraum unter anderem verschiedener Amphibien und Reptilien und beherbergt verschiedene, zum Teil bestandsgefährdete Pflanzenarten. Der etwa 2,7 Hektar große Teich wurde 1982 angelegt.
Das Naturschutzgebiet grenzt im Westen an die hier nur noch durch eine Museumsbahn genutzte Bahnstrecke Kassel–Naumburg. Im Osten des Naturschutzgebietes verläuft ein Wanderweg.